# Provinz Valparaíso
Die Provinz Valparaíso ist eine der acht Provinzen der chilenischen Region Valparaíso.

## Gemeinden
Die Provinz besteht aus den folgenden 7 Gemeinden:
| Gemeinde       | Einwohner (2002) | Fläche (km²) |
| -------------- | ---------------- | ------------ |
| Casablanca     | 21.874           | 952,5        |
| Concón         | 32.273           | 76,0         |
| Juan Fernández | 633              | 147,5        |
| Puchuncaví     | 12.954           | 299,9        |
| Quintero       | 21.174           | 147,5        |
| Valparaíso     | 275.982          | 401,6        |
| Viña del Mar   | 286.931          | 121,6        |

Bis zum Jahr 2007 gehörten auch die Gemeinden Quilpué und Villa Alemana zur Provinz, die dann zur neu gebildeten Provinz Marga Marga kamen.